# Голубев, Андрей Владимирович
Андре́й Владими́рович Го́лубев (19 октября 1962, Санкт-Петербург) — российский предприниматель, экс-совладелец Петербургской топливной компании и Петербургской транспортной компании, совладелец ряда других предприятий.
В рейтинге миллиардеров Санкт-Петербурга, составленном в 2016 году, занимал 10-е место с оценкой состояния в 60 млрд рублей. В рейтинге 2018 года занял 9-е место с оценкой состояния в 75,38 млрд рублей.

## Биография
Родился в семье кадрового офицера, заместителя начальника военной кафедры Ленинградского института инженеров железнодорожного транспорта (в настоящее время — Петербургский государственный университет путей сообщения). Мать — врач-микробиолог.
В 1984 году окончил Ленинградское училище железнодорожных войск и военных сообщений (ныне Военно-транспортный институт железнодорожных войск и военных сообщений (ВТИ ЖДВ и ВОСО)) по специальности инженер по эксплуатации железных дорог.
С 1984 по 1992 годы служил в органах военных сообщений в Ленинградском военном округе (ЛенВО) и Северной группе войск. Майор запаса.
С 1994 года член Совета директоров, затем председатель Совета директоров Петербургского Городского Банка (АО «Горбанк»). Вместе со своей супругой Ольгой Голубевой является владельцем данного банка (через ООО «ТС 94»). Это кредитное учреждение с узкой специализацией присутствует в основном в корпоративном секторе Санкт-Петербурга. По данным BankoDrom.ru, «Горбанк» занимает 353-е место в России по сумме активов и 156-е место — по объёму капитала.
Во второй половине 1990-х годов начинает активно заниматься топливным бизнесом. В сфере его интересов оказывается Петербургская топливная компания (ПТК), у истоков которой стояли люди, близкие к Анатолию Собчаку. Выкупив поэтапно доли ПТК у её многочисленных акционеров, А. В. Голубев и его супруга стали полными владельцами топливной компании. В 2015 году в рейтинге Forbes «200 крупнейших частных компаний России» ПТК заняла 140-ю позицию с оборотом в 43,9 млрд руб. В структуре ПТК три нефтебазы, парк фирменных бензовозов, аккредитованные лаборатории и около 150 автозаправочных станций.
С 2000 года являлся одновременно членом Совета директоров ПТК.
Получив полный контроль над компанией, собственники инвестировали средства в ребрендинг сети АЗС, технологические проекты ПТК, а также модернизацию нефтебазы «Ручьи». На момент слиния с «Роснефтью» (2019 год) ПТК являлась одним из крупнейших операторов сетей АЗС в Северо-Западном регионе России.
Помимо ПАО «Нефтебаза „Ручьи“» и ПАО «Красный нефтяник» с совокупным оборотом около 7 млн тонн нефтепродуктов в год, А. В. Голубеву и его супруге принадлежало ООО «ПТК-Терминал», которое эксплуатировало эти нефтебазы. Они же владели 100 % долей в ООО «Гатчинская нефтяная компания», которое, в свою очередь, в 2005 году учредило Петербургскую транспортную компанию, ставшую третьим по величине некоммерческим пассажирским автобусным перевозчиком, перевозящим более 3 млн жителей Санкт-Петербурга ежемесячно.
Летом 2019 года Голубевы продали свой нефтяной бизнес компании «Роснефть», а в январе 2022 года сменила собственников Петербургская транспортная компания (она стала принадлежать совладельцу АО «Третий парк» Кириллу Дьяковскому).
Ещё один бренд, принадлежащий Андрею и Ольге Голубевым — «Гранд-Палас» — торговый комплекс, расположенный в здании на Невском проспекте, в котором открыто 100 магазинов, ресторан и офис Петербургского Городского Банка, а также спортивный клуб Grand Palace Sport во Всеволожске (Ленинградская область).
Женат на Ольге Ивановне Голубевой (род. 28 июля 1963), председателе правления и совладелице «Петербургского городского банка» (АО «Горбанк»), которая входит в двадцатку богатейших женщин России. Воспитывает двух сыновей.

### Общественная и благотворительная деятельность
Бизнесмен выступает спонсором международных юношеских теннисных турниров «ПТК Оpen Junior» и Grand Palace Cup, организуемых компанией ПТК в рамках турниров Tennis Europe, которые проводятся в Европе не чаще 5—7 раз в год. В 2015 году в соревнованиях приняли участие более сотни спортсменов из России, Молдовы, Украины, Испании, Белоруссии, Австрии, Австралии, среди которых были участники Уимблдонского турнира и U.S. Open, участники первой сотни теннисистов России и мира.